# Neostylopyga nossibei
Neostylopyga nossibei är en kackerlacksart som först beskrevs av Henri Saussure 1899.  Neostylopyga nossibei ingår i släktet Neostylopyga och familjen storkackerlackor. Inga underarter finns listade i Catalogue of Life.